# Dominique Sourdel
Dominique Sourdel (ur. 1921, zm. 4 marca 2014) – francuski historyk, arabista, orientalista.
Był profesorem Uniwersytetu Paryskiego-Sorbona IV. Jego żoną była specjalistka od sztuki islamu Janine Sourdel (ur. 1925). 

## Wybrane publikacje
- L’Islam, (1949)
- La civilisation de l'islam classique, (1968).
- Histoire des Arabes (1976).
- L'islam médiéval (1979).
- (współautor: Janine Sourdel), Dictionnaire historique de l’islam, (2004), ISBN 978-2-13-054536-1)
- Vocabulaire de l'islam (2002).

## Publikacje w języku polskim
- (współautor: Janine Sourdel), Cywilizacja islamu (VII-XIII w.), przeł. Maria Skuratowicz i Wojciech Dembski, Warszawa: Państwowy Instytut Wydawniczy 1980.